# La Trinité-du-Mont
La Trinité-du-Mont är en kommun i departementet Seine-Maritime i regionen Normandie i norra Frankrike. Kommunen ligger i kantonen Lillebonne som tillhör arrondissementet Le Havre. År 2022 hade La Trinité-du-Mont 917 invånare.

## Befolkningsutveckling
Antalet invånare i kommunen La Trinité-du-Mont
| Referens: INSEE |